# لين دوسن (موسيقية)
لين دوسن (بالإنجليزية: Lynne Dawson)‏ هي موسيقية ومغنية ومغنية أوبرا بريطانية، ولدت في 3 يونيو 1956 في يورك في المملكة المتحدة.

## وصلات خارجية
- الموقع الرسمي
- لين داوسون على موقع IMDb (الإنجليزية)
- لين داوسون على موقع مونزينجر (الألمانية)
- لين داوسون على موقع ميوزك برينز (الإنجليزية)
- لين داوسون على موقع أول ميوزيك (الإنجليزية)
- لين داوسون على موقع ديسكوغز (الإنجليزية)